# Smashed (Beverly Hills, 90210)
Smashed is de vijfentwintigste aflevering van het zesde seizoen van het tienerdrama Beverly Hills, 90210, die voor het eerst werd uitgezonden op 20 maart 1996.

## Verhaal
Steve geeft een bierfeest voor vrienden van het KEG-huis in het huis van Brandon en is de hele dag dingen hiervoor aan het regelen. Rush heeft een verrassing voor Steve, hij vertelt hem dat hij die dag op mag passen op zijn halfbroers, Steve protesteert nog maar dat heeft geen invloed. De halfbroers zijn ook op het feest en drinken stiekem alcohol totdat Ryan flauw valt door alcoholvergiftiging en in coma raakt. Er breekt meteen paniek uit en gelukkig is Greg er ook die leert voor arts. Hij stabiliseert Ryan en laat een ambulance komen. Als ze eenmaal in het ziekenhuis zijn, komt Rush daar ook aan en is woest op Steve die dit volgens hem heeft laten gebeuren. Steve is ook bang voor de toestand van Ryan omdat hij toch familie is van hem. Ryan komt erbovenop en daarvoor is iedereen opgelucht.
Kelly vraagt Donna en Clare of ze het goed vinden dat Tara bij hen komt logeren, nu zij ook ontslagen wordt uit de afkickkliniek. Ze staan niet echt te springen en gaan morrend akkoord, omdat Kelly dit echt wil. Als Tara aankomt, wil ze echt haar best doen om niet lastig te zijn en ze dringt zichzelf op richting Kelly. Kelly gaat samen met Tara naar het feest bij Brandon thuis en nodigt ook Greg uit, dit tot ergernis van Tara die Kelly voor haarzelf alleen wil hebben. Als Greg Kelly naar huis brengt en ze elkaar kussen, wordt Tara zeer jaloers.
Valerie heeft een dure advocaat in de arm genomen voor Colin en ze zoekt hem op om te horen of er nieuws is. De advocaat heeft een regeling met Openbaar Ministerie kunnen treffen, deze houdt in dat Colin voor maximaal zes maanden naar een licht beveiligde gevangenis gaat. Valerie denkt niet dat Colin hier blij mee zal zijn, maar er is weinig keus want zonder regeling kan het zwaarder uitpakken. Als Valerie het nieuws aan Colin doorgeeft, is hij inderdaad niet blij maar ziet ook in dat hij weinig keus heeft. Valerie vraagt hem of hij mee wil naar het feest in het huis van Brandon. Hij staat niet te springen omdat hij bang is om de vriendengroep onder ogen te komen. Maar Valerie haalt hem over en ze gaan er samen naartoe. Daar ziet Colin Kelly en er ontstaat weer een klik, dit tot ergernis van Valerie.

## Rolverdeling
- Jason Priestley - Brandon Walsh
- Jennie Garth - Kelly Taylor
- Ian Ziering - Steve Sanders
- Brian Austin Green - David Silver
- Tori Spelling - Donna Martin
- Tiffani Thiessen - Valerie Malone
- Joe E. Tata - Nat Bussichio
- Kathleen Robertson - Clare Arnold
- Jason Wiles - Colin Robbins
- Emma Caulfield - Susan Keats
- Cameron Bancroft - Joe Bradley
- Jed Allan - Rush Sanders
- Ryan Thomas Brown - Morton Muntz
- Randy Spelling - Ryan Sanders
- Travis Wester - Austin Sanders
- Paige Moss - Tara Marks
- Michael Dietz - Greg McKean